# Ноксвил (Тенеси)
Ноксвил (енгл. Knoxville) град је у америчкој савезној држави Тенеси.

## Демографија
По попису из 2010. године број становника је 178.874, што је 4.984 (2,9%) становника више него 2000. године.
|                   | 2010.            | 2000.            |
| Укупно            | 178 874 (100,0%) | 173 890 (100,0%) |
| Белци             | 132 641 (74,15%) | 137 336 (78,98%) |
| Афроамериканци    | 30 567 (17,09%)  | 28 171 (16,20%)  |
| Хиспаноамериканци | 8 206 (4,588%)   | 2 751 (1,582%)   |
| Остали            | 4 517 (2,525%)   | 3 107 (1,787%)   |
| Азијати           | 2 943 (1,645%)   | 2 525 (1,452%)   |

## Партнерски градови
- Хелм
- Ченгду
- Kaohsiung City
- Лариса
- Muroran
- Неукен
- Yesan County